# Нанкинский всемирный торговый центр
Нанкинский всемирный торговый центр (Nanjing World Trade Center) — многофункциональный комплекс небоскрёбов, расположенный в новом деловом районе Хэси китайского города Нанкин. Построен в 2011—2021 годах в стиле модернизма. Архитекторами комплекса выступили американские фирмы Gensler и AECOM, девелопером — американская корпорация F&T Group (соинвестором проекта выступил фонд недвижимости J.P. Morgan Asset Management). 
- Башня № 1 (326 м) имеет 68 наземных этажей, занятых офисами и гостиничными номерами. Построена в 2021 году[7][8].
- Башня № 2 (168 м) имеет 42 наземных этажа, занятых гостиничными номерами. Построена в 2017 году[9][10].
- Башня № 3 (136 м) имеет 38 наземных этажей, занятых жилыми апартаментами. Построена в 2016 году[11][12].
- Башня № 4 (136 м) имеет 38 наземных этажей, занятых жилыми апартаментами. Построена в 2016 году[13][14].
- В подиуме комплекса расположен многоуровневый торговый центр с магазинами, ресторанами и автомобильным паркингом, вокруг него разбита парковая зона[15].